# گونار سودرلیند
گونار سودرلیند (انگلیسی: Gunnar Söderlindh; ۱۰ فوریهٔ ۱۸۹۶ – ۲۶ دسامبر ۱۹۶۹) ژیمناست هنری اهل سوئد بود.